# Associazione Calcio Venezia 1948-1949
Questa voce raccoglie le informazioni riguardanti il Associazione Calcio Venezia nelle competizioni ufficiali della stagione 1948-1949.

## Rosa
| N. |                   | Ruolo | Calciatore           |
| -- | ----------------- | ----- | -------------------- |
|    | Italia (bandiera) | P     | Arrigo Benussi       |
|    | Italia (bandiera) | P     | Luigi Griffanti      |
|    | Italia (bandiera) | D     | Giovanni Clocchiatti |
|    | Italia (bandiera) | D     | Carlo Pischianz      |
|    | Italia (bandiera) | C     | Orfeo Bellesini      |
|    | Italia (bandiera) | C     | Renato Bertolini     |
|    | Italia (bandiera) | C     | Pietro Castignani    |
|    | Italia (bandiera) | C     | Lino Cauzzo          |
|    | Italia (bandiera) | C     | Goffredo Colombi     |
|    | Italia (bandiera) | C     | Aulo Fogar           |
|    | Italia (bandiera) | C     | Sergio Gon           |
|    | Italia (bandiera) | C     | Antonio Ivaldi       |

| N. |                   | Ruolo | Calciatore         |
| -- | ----------------- | ----- | ------------------ |
|    | Italia (bandiera) | C     | Lidio Massagrande  |
|    | Italia (bandiera) | C     | Mirko Mazzola      |
|    | Italia (bandiera) | C     | Ruggero Salar      |
|    | Italia (bandiera) | C     | Angelo Trentin     |
|    | Italia (bandiera) | C     | Sergio Valla       |
|    | Italia (bandiera) | A     | Mario Capelli      |
|    | Italia (bandiera) | A     | Bruno Capitelli    |
|    | Italia (bandiera) | A     | Giuseppe Pucci     |
|    | Italia (bandiera) | A     | Mario Renosto (II) |
|    | Italia (bandiera) | A     | Danilo Venturi     |
|    | Italia (bandiera) | A     | Adriano Zecca      |

## Risultati

### Campionato

#### Girone di andata
| Arbitro: | Cambi (Livorno) |

|                                         |           |  |
| Giaroli 44’ (aut.) Massagrande 46’, 67’ | Marcatori |  |

| Arbitro: | Maurelli (Roma) |

|                 |           |  |
| Di Costanzo 39’ | Marcatori |  |

| Arbitro: | Bergomi (Milano) |

|                              |           |  |
| Castaldo 71’ Settembrino 86’ | Marcatori |  |

| 10 ottobre 1948 4ª giornata | Venezia | 2 – 2 | Cremonese |  |

| Arbitro: | Gamba (Napoli) |

|                   |           |  |
| Guarnieri 2’, 60’ | Marcatori |  |

| Arbitro: | Bernardi (Savona) |

|                                 |           |              |
| Clocchiatti 28’ Massagrande 37’ | Marcatori | 85’ Galbiati |

| Arbitro: | Franchi (Vercelli) |

|                                                                   |           |               |
| Colombi 9’, 70’ (rig.), 90’ Zecca 50’ Massagrande 71’ Renosto 74’ | Marcatori | 80’ Margiotta |

| Arbitro: | Picasso (Milano) |

|           |           |                           |
| Frizzi 3’ | Marcatori | 9’, 69’ Renosto 77’ Zecca |

| Arbitro: | Barbieri (Milano) |

|                           |           |                             |
| Bulgarelli 35’ Albini 75’ | Marcatori | 22’ Clocchiatti 32’ Venturi |

| Arbitro: | Boffardi (Genova) |

|                 |           |                    |
| Massagrande 21’ | Marcatori | 51’ (rig.) Rabitti |

| Arbitro: | Maurelli (Roma) |

|             |           |           |
| Gavazzi 27’ | Marcatori | 17’ Zecca |

| Arbitro: | Valsecchi (Milano) |

|                                             |           |                              |
| Zecca 9’ Colombi 46’ (rig.) Clocchiatti 73’ | Marcatori | 38’ Bragoni 77’ (rig.) Costa |

| Arbitro: | Cappucci (Roma) |

|                        |           |                         |
| Conti 2’, 41’ Lodi 27’ | Marcatori | 24’ Venturi 67’ Colombi |

| Arbitro: | Massironi (Milano) |

|                        |           |           |
| Renosto 55’ Ivaldi 68’ | Marcatori | 74’ Bassi |

| Arbitro: | Zini (Reggio Emilia) |

|                |           |           |
| Bortoletto 50’ | Marcatori | 23’ Zecca |

| Arbitro: | Ballestrino (Genova) |

|                 |           |                        |
| Clocchiatti 88’ | Marcatori | 18’ Coccia 36’ Rinaldi |

| Arbitro: | Donati (Milano) |

|                           |           |                  |
| Quaresima 2’ Zambelli 28’ | Marcatori | 48’ (rig.) Salar |

| Arbitro: | Matteucci (Seregno) |

|                |           |  |
| Zecca 43’, 61’ | Marcatori |  |

| Arbitro: | Codeluppi (Cremona) |

|             |           |  |
| Toscani 74’ | Marcatori |  |

| Arbitro: | Barbieri (Milano) |

|                        |           |                |
| Cappelli 13’ Zecca 61’ | Marcatori | 70’ Vergazzola |

| Arbitro: | Silva (Torino) |

|                                                                  |           |  |
| Cappelli 3’, 17’ Zecca 21’, 38’, 84’ Clocchiatti 86’, 90’ (rig.) | Marcatori |  |

#### Girone di ritorno
| Arbitro: | Picasso (Milano) |

|  |           |           |
|  | Marcatori | 83’ Zecca |

| Arbitro: | Carpani (Milano) |

|                            |           |                            |
| Zecca 67’, 75’ Colombi 85’ | Marcatori | 3’, 90+1’ (rig.) Rosignoli |

| Arbitro: | Longagnani (Modena) |

|                                              |           |             |
| Zecca 3’ Cappelli 24’ Massagrande 48’ (rig.) | Marcatori | 40’ De Vito |

| Arbitro: | Canavesio (Torino) |

|            |           |                       |
| Barera 15’ | Marcatori | 60’ Zecca 65’ Capelli |

| Arbitro: | Tibaldi (Savona) |

|             |           |            |
| Renosto 54’ | Marcatori | 64’ Revere |

| Arbitro: | Scotto (Savona) |

|                   |           |  |
| Fekete 79’ (rig.) | Marcatori |  |

| Arbitro: | Vannini (Bologna) |

|              |           |  |
| Bellucco 28’ | Marcatori |  |

| Arbitro: | Cambi (Livorno) |

|                 |           |  |
| Clocchiatti 62’ | Marcatori |  |

| Arbitro: | Canavesio (Torino) |

|             |           |  |
| Capelli 40’ | Marcatori |  |

| Arbitro: | Bertoglio (Torino) |

|            |           |                 |
| Meroni 65’ | Marcatori | 64’ Massagrande |

| Arbitro: | Silvano (Torino) |

|                 |           |            |
| Clocchiatti 16’ | Marcatori | 73’ Celani |

| La Spezia 24 aprile 1949 33ª giornata | Spezia        | 0 – 0 referto | Venezia | \| Arbitro: \| Gemini (Roma) \| |
| Arbitro:                              | Gemini (Roma) |               |         |                                 |

| Arbitro: | Pera (Firenze) |

|                                        |           |          |
| Massagrande 21’ Zecca 35’ Cappelli 43’ | Marcatori | 60’ Lodi |

| Arbitro: | Dattilo (Roma) |

|                                                   |           |  |
| Arezzi 13’ Soffrido 34’ Bassi 68’ Sotgiu 87’, 89’ | Marcatori |  |

| Arbitro: | Zilli (Reggio Emilia) |

|                                         |           |  |
| Zecca 9’, 55’, 64’ Massagrande 77’, 90’ | Marcatori |  |

| Arbitro: | Savio (Torino) |

|  |           |             |
|  | Marcatori | 30’ Renosto |

| Arbitro: | Camiolo (Milano) |

|                |           |  |
| Pucci 18’, 54’ | Marcatori |  |

| 12 giugno 1949 39ª giornata | Siracusa | 0 – 0 | Venezia |  |

| Venezia 19 giugno 1949 40ª giornata           | Venezia   | 1 – 0 referto | Parma |  |
| \| \| \| \| \| Venturi 56’ \| Marcatori \| \| |           |               |       |  |
|                                               |           |               |       |  |
| Venturi 56’                                   | Marcatori |               |       |  |

| Arbitro: | Ciccardi (Lecco) |

|                  |           |  |
| Fuzer 13’ (rig.) | Marcatori |  |

| Arbitro: | Gemini (Roma) |

|               |           |                     |
| Lavezzari 24’ | Marcatori | 36’ Renosto Venturi |

## Statistiche

### Statistiche di squadra
| Competizione | Punti | In casa | In casa | In casa | In casa | In casa | In casa | In trasferta | In trasferta | In trasferta | In trasferta | In trasferta | In trasferta | Totale | Totale | Totale | Totale | Totale | Totale | DR  |
| Competizione | Punti | G       | V       | N       | P       | Gf      | Gs      | G            | V            | N            | P            | Gf           | Gs           | G      | V      | N      | P      | Gf     | Gs     | DR  |
| ------------ | ----- | ------- | ------- | ------- | ------- | ------- | ------- | ------------ | ------------ | ------------ | ------------ | ------------ | ------------ | ------ | ------ | ------ | ------ | ------ | ------ | --- |
| Serie B      | 52    | 21      | 16      | 4       | 1       | 52      | 17      | 21           | 5            | 6            | 10           | 17           | 27           | 42     | 21     | 10     | 11     | 69     | 44     | +25 |
| Totale       | 52    | 21      | 16      | 4       | 1       | 52      | 17      | 21           | 5            | 6            | 10           | 17           | 27           | 42     | 21     | 10     | 11     | 69     | 44     | +25 |

### Statistiche dei giocatori
| Giocatore      | Serie B  | Serie B |
| Giocatore      | Presenze | Reti    |
| -------------- | -------- | ------- |
| O. Bellesini   | 21       | ?       |
| A. Benussi     | 3        | -?      |
| R. Bertolini   | 6        | ?       |
| M. Capelli     | 20       | ?       |
| B. Capitelli   | 4        | ?       |
| P. Castignani  | 6        | ?       |
| L. Cauzzo      | 30       | ?       |
| G. Clocchiatti | 35       | ?       |
| G. Colombi     | 26       | ?       |
| A. Fogar       | 6        | ?       |
| S. Gon         | 2        | ?       |
| L. Griffanti   | 38       | -?      |
| A. Ivaldi      | 35       | ?       |
| L. Massagrande | 37       | ?       |
| M. Mazzola     | 6        | ?       |
| C. Pischianz   | 31       | ?       |
| G. Pucci       | 20       | ?       |
| M. Renosto     | 30       | ? (-2)  |
| R. Salar       | 40       | ?       |
| A. Trentin     | 10       | ?       |
| S. Valla       | 1        | ?       |
| D. Venturi     | 16       | ?       |
| A. Zecca       | 39       | ?       |

Nota: Renosto, pur essendo un "avanti" (cioè un attaccante nel gergo calcistico dell'epoca), giocò in porta in Salernitana-Venezia 2-0 (terza giornata) per l'indisponibilità dei due portieri (Benussi non era partito per Salerno perché in porta avrebbe dovuto giocare Griffanti che tuttavia si ammalò poco prima dell'incontro lasciando la squadra senza portieri), per questo viene riportato il "-2" tra parentesi. 